# Lista de cúpulas entre Estados Unidos e Rússia
Esta é uma lista de reuniões de cúpula entre Estados Unidos e Rússia, realizadas de 1991 até o presente.

## Lista de cúpulas
| Data                                    | Local                    | País           | Presidente dos Estados Unidos | Presidente ou Primeiro-ministro da Rússia | Artigo principal                                                     |
| --------------------------------------- | ------------------------ | -------------- | ----------------------------- | ----------------------------------------- | -------------------------------------------------------------------- |
| 31 de janeiro e 1º de fevereiro de 1992 | Nova Iorque e Camp David | Estados Unidos | George H. W. Bush             | Boris Iéltsin                             |                                                                      |
| 16 e 17 de junho de 1992                | Washington, D.C.         | Estados Unidos | George H. W. Bush             | Boris Iéltsin                             |                                                                      |
| 8 de julho de 1992                      | Munique                  | Alemanha       | George H. W. Bush             | Boris Iéltsin                             |                                                                      |
| 2 e 3 de janeiro de 1993                | Moscou                   | Rússia         | George H. W. Bush             | Boris Iéltsin                             | Assinatura do Tratado de Redução de Armas Estratégicas (START II).   |
| 3 e 4 de abril de 1993                  | Vancouver                | Canadá         | Bill Clinton                  | Boris Iéltsin                             |                                                                      |
| 9 e 10 de julho de 1993                 | Tóquio                   | Japão          | Bill Clinton                  | Boris Iéltsin                             |                                                                      |
| 12 a 15 de janeiro de 1994              | Moscou                   | Rússia         | Bill Clinton                  | Boris Iéltsin                             |                                                                      |
| 10 de julho de 1994                     | Nápoles                  | Itália         | Bill Clinton                  | Boris Iéltsin                             |                                                                      |
| 27 e 28 de setembro de 1994             | Washington, D.C.         | Estados Unidos | Bill Clinton                  | Boris Iéltsin                             |                                                                      |
| 5 de dezembro de 1994                   | Budapeste                | Hungria        | Bill Clinton                  | Boris Iéltsin                             |                                                                      |
| 9 e 10 de maio de 1995                  | Moscou                   | Rússia         | Bill Clinton                  | Boris Yeltsin                             |                                                                      |
| 17 de junho de 1995                     | Halifax                  | Canadá         | Bill Clinton                  | Boris Iéltsin                             |                                                                      |
| 23 de outubro de 1995                   | Hyde Park, Nova Iorque   | Estados Unidos | Bill Clinton                  | Boris Iéltsin                             |                                                                      |
| 13 de março de 1996                     | Xarm el-Xeikh            | Egito          | Bill Clinton                  | Boris Iéltsin                             |                                                                      |
| 20 e 21 de abril de 1996                | Moscou                   | Rússia         | Bill Clinton                  | Boris Iéltsin                             |                                                                      |
| 21 de março de 1997                     | Helsinque                | Finlândia      | Bill Clinton                  | Boris Iéltsin                             |                                                                      |
| 27 de maio de 1997                      | Paris                    | França         | Bill Clinton                  | Boris Iéltsin                             |                                                                      |
| 20 e 21 de junho de 1997                | Denver                   | Estados Unidos | Bill Clinton                  | Boris Iéltsin                             |                                                                      |
| 15 a 17 de maio de 1998                 | Birmingham               | Reino Unido    | Bill Clinton                  | Boris Iéltsin                             |                                                                      |
| 1º e 2 de setembro de 1998              | Moscou                   | Rússia         | Bill Clinton                  | Boris Iéltsin                             | Ver artigo principal: Cúpula de Moscou (1998)                        |
| 19 e 20 de junho de 1999                | Colônia                  | Alemanha       | Bill Clinton                  | Boris Iéltsin                             |                                                                      |
| 12 de setembro de 1999                  | Auckland                 | Nova Zelândia  | Bill Clinton                  | Boris Iéltsin                             |                                                                      |
| 2 de novembro de 1999                   | Oslo                     | Noruega        | Bill Clinton                  | Boris Iéltsin                             |                                                                      |
| 18 de novembro de 1999                  | Istambul                 | Turquia        | Bill Clinton                  | Boris Iéltsin                             |                                                                      |
| 3 a 5 de junho de 2000                  | Moscou                   | Rússia         | Bill Clinton                  | Vladimir Putin                            |                                                                      |
| 16 de junho de 2001                     | Liubliana                | Eslovénia      | George W. Bush                | Vladimir Putin                            | Ver artigo principal: Cúpula da Eslovênia de 2001                    |
| 24 de maio de 2002                      | Moscou                   | Rússia         | George W. Bush                | Vladimir Putin                            | Ver artigo principal: Tratado sobre Reduções de Ofensiva Estratégica |
| 24 de fevereiro de 2005                 | Bratislava               | Eslováquia     | George W. Bush                | Vladimir Putin                            | Ver artigo principal: Cúpula da Eslováquia de 2005                   |
| 8 de abril de 2010                      | Praga                    | Chéquia        | Barack Obama                  | Dmitri Medvedev                           | Ver artigo principal: Comissão Obama-Medvedev                        |
| 16 de julho de 2018                     | Helsinque                | Finlândia      | Donald Trump                  | Vladimir Putin                            | Ver artigo principal: Cúpula Estados Unidos-Rússia de 2018           |
| 16 de junho de 2021                     | Genebra                  | Suíça          | Joe Biden                     | Vladimir Putin                            | Ver artigo principal: Cúpula Estados Unidos-Rússia de 2021           |
| 15 de agosto de 2025                    | Anchorage                | Estados Unidos | Donald Trump                  | Vladimir Putin                            | Ver artigo principal: Cúpula Estados Unidos-Rússia de 2025           |